# 1993年热带风暴辛迪
热带风暴辛迪（英語：Tropical Storm Cindy）是一场强度较弱但却异常潮湿的北大西洋热带气旋，于1993年8月在马提尼克大片地区引发了灾难性的洪灾和泥石流。辛迪于8月14日在马提尼克以东海域形成，成为1993年大西洋飓风季期间第3个获得命名的风暴。由于外界大气环境不利，系统在穿越东北加勒比海期间的组织结构一直很混乱。达到每小时75公里的最大持续风速后，风暴开始因与伊斯帕尼奥拉岛高原地区的相互作用而减弱。8月16日，气旋以热带低气压强度从多米尼加登陆，次日便在当地上空消散。
虽然辛迪的云层结构较为混乱，但却给东北加勒比海许多地区带去了瓢泼大雨。马提尼克岛在24小时里的降雨量就高达305毫米，许多北方乡村和公社受到影响。勒普雷舍因大范围的土石流而变得满目疮痍，许多建筑被整幢冲走，经济损失达到270万美元（1993年美元，相当于2025年的588萬美元）。岛上共有两人丧生，数百人流离失所。途经伊斯帕尼奥拉岛期间，辛迪给维尔京群岛和波多黎各带去了大浪和中等程度降水。多明尼加共和国有两人因倾盆大雨引发的洪水遇难，不过准确的损失数额仍不得而知。

## 气象历史
热带风暴辛迪的源起可以追溯到1993年8月8日离开非洲西海岸的一股东风波。之后几天时间里，东风波逐步向西穿越热带大西洋，卫星图像显示系统一直保有独特的云层模式。8月13日，一架飓风猎人侦察机飞入系统，获得的数据表示其中缺少明确的环流，不过到了协调世界时次日中午12点，飓风猎人再次执行同一任务，发现系统的组织结构已经得到改善，发展出了下层环流。美国国家飓风中心因此其归类为热带低气压，并很快开始针对低气压发布公告。
由于有中到下层转向气流的影响，低气压的前进速度有所放缓，但还是继续朝西北偏西方向的马提尼克逼近。卫星图像显示系统中有中心密集云区发展出来，并且侦察机很快报告中心附近风速已达到烈风强度。根据这些信息，美国国家飓风中心于8月14日下午18点将低气压升级为热带风暴并以“辛迪”（Cindy）命名，气旋这时位于马提尼克上空，风力时速65公里。虽然辛迪一度短暂地发展出有利的外流，但由于其上层结构在风暴离开小安的列斯群岛后出现衰减，因此系统无法得到进一步的发展。8月15日，辛迪的云层模式由于有风切变的不利影响仍然处在杂乱无章的状态，中心变得模糊不清，最强烈的雷暴也只局限在气旋东部。虽然外界环境不利，风暴还是于8月16日得以小幅增强，在圣多明哥东南方向约140公里洋面达到风速每小时75公里，最低气压1007毫巴（百帕，29.74英寸汞柱）的最高强度。
达到最高强度后不久，辛迪开始和伊斯帕尼奥拉岛的山区产生相互作用。高原扰乱了环流，令风暴在8月16日晚上21点左右降级成热带低气压。低气压以风力时速55公里强度从巴拉奥纳附近登陆，其组织结构在陆地上变得愈加混乱，美国国家飓风中心于是在8月17日宣布系统已不再属于热带气旋。风暴残留继续向内陆移动，从海地边境附近进入大西洋，并且扩散到了整个巴哈马上空，最终于8月18日消散。

## 防灾措施
8月14日辛迪成为热带气旋后，小安的列斯群岛从马提尼克向北至维尔京群岛之间地区收到了热带风暴警告，当时波多黎各还收到了热带风暴观察预警。8月15日，除维尔京群岛外，其它地区的警告和预警都予中止。当天晚些时候，辛迪开始继续向北飘移，波多黎各的观察预警也相应升级成热带风暴警告。政府向岛上部分地区发布了山洪爆发警告，约600位居住在洪水易发地区的居民在风暴来袭时离开家园寻求庇护。法哈多与近海的库莱布拉岛和别克斯岛之间的轮渡服务予以暂停，约400名乘客被困在岛上一天。岛上对包括木材、钉子、电池、煤油、灯在内的多种紧急救援物资实行了价格管制。
同样在8月15日，多明尼加共和国从山美纳到伊斯帕尼奥拉岛最东面小岛英甲诺海角（Cabo Engaño）之间的北部沿海地区，以及贝阿塔岛以西的西南部沿海地区都收到了热带风暴警告。数以千计的居民囤积了瓶装水、罐头食品和汽油，该国首都及周边地区的商店关闭了一天。圣多明各国际机场从8月16日早上开始暂停了所有的航班运营。由于风暴之后登陆时已经只有热带低气压强度，之前的热带风暴警告也就相应中止。古巴东部省份收到了风暴警告，天气预报还警告称这些地区可能会出现暴雨。

## 影响
| 马提尼克最潮湿的热带气旋 已知最高降雨量 | 马提尼克最潮湿的热带气旋 已知最高降雨量 | 马提尼克最潮湿的热带气旋 已知最高降雨量 | 马提尼克最潮湿的热带气旋 已知最高降雨量 | 马提尼克最潮湿的热带气旋 已知最高降雨量 |
| 降雨量                                  | 降雨量                                  | 风暴                                    | 地点                                    | 来源                                    |
| 排名                                    | 毫米                                    | 风暴                                    | 地点                                    | 来源                                    |
| --------------------------------------- | --------------------------------------- | --------------------------------------- | --------------------------------------- | --------------------------------------- |
| 1                                       | 680.7                                   | 热带风暴多萝西                          | 弗尼奥斯                                | [ 16 ]                                  |
| 2                                       | 450.1                                   | 飓风艾里斯                              | 杜科斯                                  | [ 17 ]                                  |
| 3                                       | 332.0                                   | 飓风迪安                                | 法兰西堡                                | [ 18 ]                                  |
| 4                                       | 305.0                                   | 热带风暴辛迪                            | 勒普雷舍                                | [ 19 ]                                  |
| 5                                       | 301.5                                   | 飓风伊迪丝                              | 圣皮埃尔                                | [ 20 ]                                  |
| 6                                       | 230.1                                   | 飓风玛丽莲                              | 勒莫讷鲁日                              | [ 21 ]                                  |
| 7                                       | 184.0                                   | 热带风暴黛比                            | 圣若塞                                  | [ 22 ]                                  |
| 8                                       | 150.0                                   | 热带风暴艾米莉                          | 勒莱泽特                                | [ 23 ]                                  |
| 9                                       | 118.8                                   | 热带风暴尚塔尔                          | 安塞达勒特                              | [ 24 ]                                  |
| 10                                      | 101.3                                   | 飓风艾比                                | 勒摩尔德斯卡德斯                        | [ 25 ]                                  |

### 小安的列斯群岛
8月14日，辛迪在马提尼克上空经过，给当地带去了狂风暴雨。降雨量最大的是圣玛丽到法兰西堡之间的东北部地区，这些区域的每个气象站所记录下的单日降雨量都超过了100毫米。勒普雷舍记录下了最高的1小时和24小时降雨量，分别达到147毫米和305毫米。这些数字远远超过了236毫米的当地9月平均降水纪录，辛迪也成为该岛历史上产生降雨最多的热带气旋之一。风暴期间岛上记录下的最强阵风时速为65公里，不过岸上的持续风速没有达到热带风暴强度。
起初，辛迪产生的大风刮倒了马提尼克北部的许多香蕉树，还令多条输电线缆中断。经过持续数小时的降雨后，多条河流很快上涨并溢出。严重的洪水和泥石流席卷了北部多个村庄，许多民房被淹，道路和桥梁被毁。该国全国性电视台播放的新闻片段显示“汽车或被卷进大海，或是埋在泥中”。通常流量为每秒0.5立方米的普雷舍河达到了前所未有的700立方米，然后还出现决堤，导致大量火山物质流入勒普雷舍市镇。局部地区的火山碎屑堆积了3米高，估计对当地的房屋和道路造成了1500万马提尼克法郎（相当于1993年的270万美元和2025年的588萬美元）的损失。大河村附近的同名河流溢出，对该村构成冲击，有一人溺亡。圣皮埃尔附近的一条河流虽然前不久才增强了防洪设施，但仍因河水急速上涨导致邻近的公社被淹。更南面的勒摩尔维特（Le Morne-Vert）由于排水系统欠佳使得暴雨引发了大范围洪灾，私人财产和当地水产养殖场都受到破坏。
辛迪一共夺走了马提尼克两人的生命，还造成11人受伤，超过150套民宅被毁。风暴过去后，岛上数以千计的居民只能到应紧避难场所寻求庇护，还有约3000居民无家可归。驻扎在法属圭亚那的一艘法国海军船只向法兰西堡送去救灾物资，其中包括圣巴泰勒米岛的狮子会协会分发的250包衣物。由于气旋导致海况反常，小马提尼克当地渔民向交易船只卖鱼的生意暂时受到阻碍。大范围的严重洪水退去后，马提尼克各地全面展开了疏浚工作，河岸和堤防得到加固，以防类似情况再度发生。
小安的列斯群岛其它地区受到的影响很小。瓜德罗普出现100毫米降水，莱斯特机场正式记录的降雨量有77毫米，该机场还记录下了时速61公里的阵风，只略低于热带风暴强度。多米尼克出现每小时44公里的阵风，多米尼克罗索机场在辛迪过境的24小时里降雨量只有32毫米。更南面的圣卢西亚有一个气象站记录下了48毫米降水和微风。随着辛迪从维尔京群岛以南经过，该岛南部海岸出现了轻度海滩侵蚀，海上也是波涛汹涌，圣克洛伊岛记录下了1.2到1.5米的涌浪。该岛还出现了时速55公里的阵风和38毫米降雨。

### 大安的列斯群岛

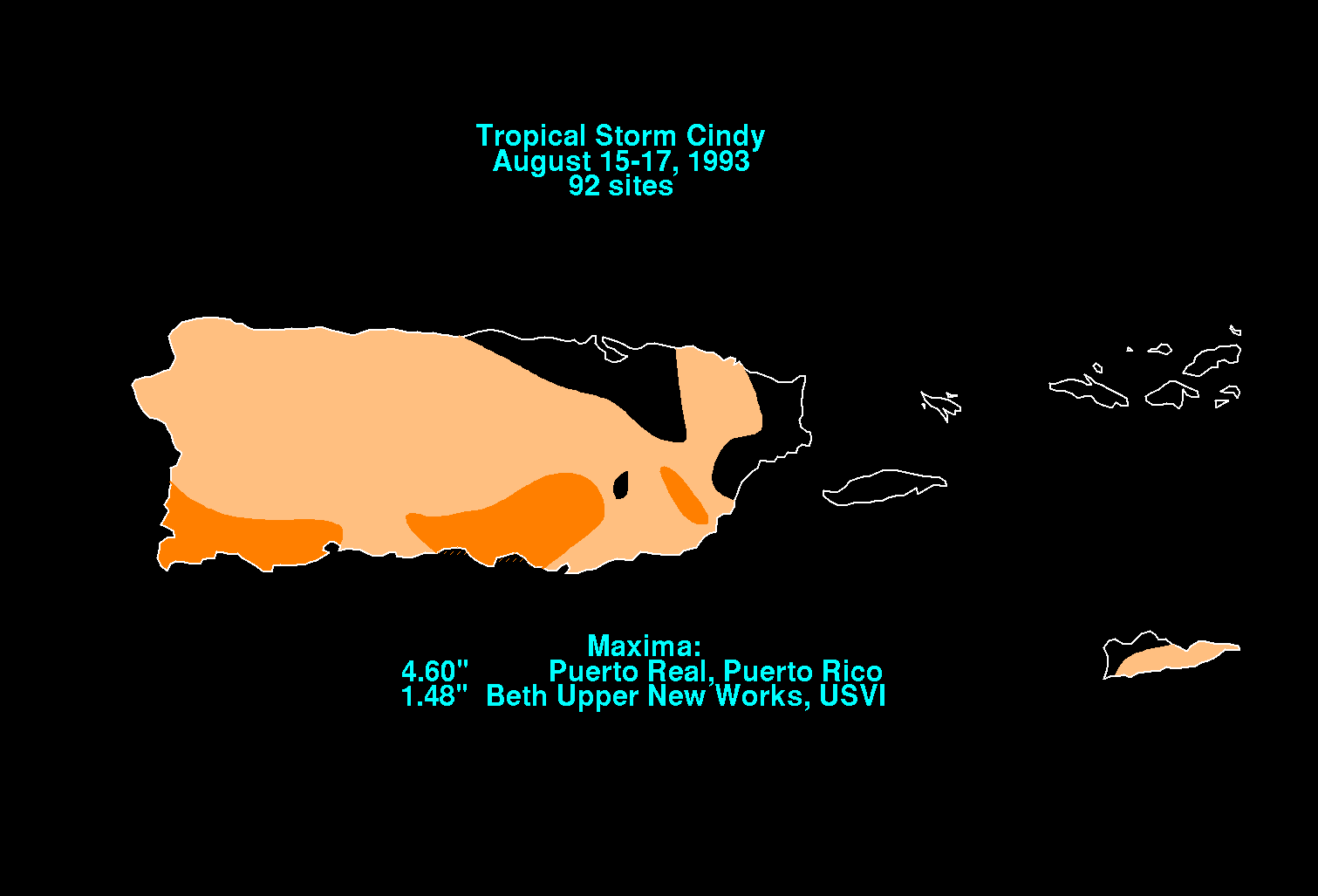
热带风暴辛迪给波多黎各带去的降雨量分布图

8月16日，辛迪到达距波多黎各最近的位置，不过其中心仍距该岛南部海岸边有较远的距离。当地受到的影响较为有限，主要是间隔性的暴雨和南部海岸沿线出现的2.4米大浪。一些沿海设施因大浪和恶劣的海况而受到轻度侵蚀。根据美国地质调查局的报告，降雨量最高的塞里约斯河庞塞附近河段达到141毫米，不过水文气象预报中心记录的最高降雨量则是卡沃罗霍的117毫米。另外还有多个地点记录下的降雨量在50到115毫米之间，导致部分道路和低洼地区被淹。
辛迪给多米尼加共和国的东部和南部带去可观降雨，总量在100到255毫米之间。风暴登陆该国后，巴拉奥纳的风速达到每小时55公里。暴雨导致一些街道被淹，河流水位上涨，数百位居民受到影响。阿尔塔格拉西亚镇（Villa Altagracia）有一位孩童在洪水中溺亡，该国共计有两人遇难。这一天气系统在伊斯帕尼奥拉岛上空迅速消亡，之后没有其他地区报道因这场风暴受到损失，不过气旋残留很可能还给海地局部地区带去了降水。